# Catharsius brevicornis
Catharsius brevicornis là một loài bọ cánh cứng trong họ Bọ hung (Scarabaeidae).